# Plectromerus michelii
Plectromerus michelii là một loài bọ cánh cứng trong họ Cerambycidae.